# Wilton House
Wilton House ha estat des de fa 400 anys la residència dels comtes de Pembroke i encara l'habiten, ocupant-ne un terç mentre que la resta està oberta al públic. Està situada en un entorn natural, al municipi de Wilton, a prop de Salisbury, al comtat anglès de Wiltshire. Se l'acostuma a descriure com la casa de camp més bella de tota Anglaterra.

## Història
Antigament en aquest indret hi havia un priorat, fundat pel rei Egbert al voltant de 871. Posteriorment, aquest priorat, gràcies a les concessions de terres del rei, es convertia en una abadia potent i rica. Tanmateix, amb la dissolució dels monestirs decretada pel rei Enric VIII d'Anglaterra l'any 1538, els terrenys van ser expropiats.

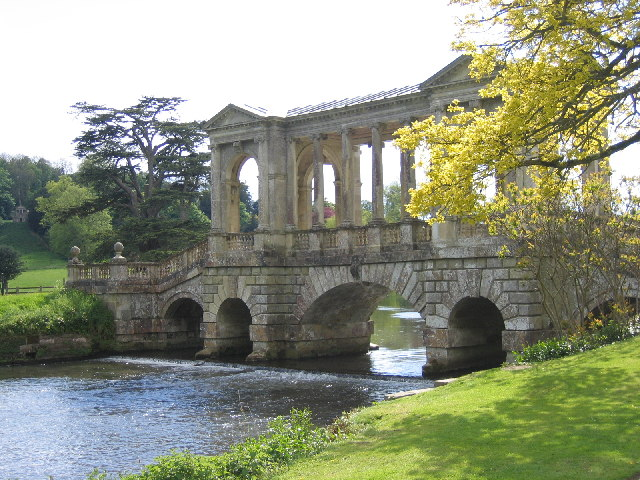
El pont pal·ladià, imitat en altres jardins.

El primer comte de Pembroke, William Herbert, es va convertir el 1544 en propietari del convent benedictí de Wilton i va fer construir una residència al seu emplaçament. Herbert, que havia estat soldat de fortuna, es va casar amb Anna Parr —filla de Thomas, el germà de la reina Caterina Parr— dos anys després de ser nomenat comte i poc després es va proposar tenir una residència que estigués a l'altura de la nova posició social. Les següents generacions hi van deixar la seva empremta, que va comptar amb arquitectes de la talla d'Inigo Jones (1630), John Webb (1647), i James Wyatt (1801). A més de la magnificència de la decoració, destaca l'esplendor del mobiliari (Kent, Chippendale, etc.), la riquesa de la col·lecció de pintures (Rubens, Hals, Rembrandt, Van Dyck, Clouet, Del Sarto, etc.), la col·lecció d'escultures i els objectes antics (entre els quals hi ha diversos sarcòfags egipcis).
Resplendent de blanc i or, la Double Cube Room (18 x 9 x 9 m), acabada per Webb, és l'estança especialment dissenyada per Jones per a la col·lecció del quart comte. S'hi van reunir Eisenhower i Churchill per elaborar plans i estratègies d'atac en el transcurs de la Segona Guerra Mundial, en ser llavors l'oficina general de comandament de la zona sud.

## Hans Holbein
S'ha dit que Hans Holbein el Jove va remodelar l'antic monestir, convertint-lo en una casa de forma rectangular al voltant d'un pati central, però aquesta afirmació és difícil de demostrar, ja que no hi ha cap document que ho acrediti. Holbein va morir l'any 1543 i, en cas que fos ell el primer arquitecte d'aquesta casa, devia fer els plànols molt ràpidament. Sigui com sigui, la gran portalada que va tenir la mansió en aquell temps, i que al segle xix es va traslladar a l'hivernacle dels jardins, és coneguda amb el nom d'aquest arquitecte "Holbein Porch". Aquesta estructura d'entrada és un exemple perfecte d'unió dels estils gòtic amb el renaixentista.
Fos qui fos el primer arquitecte, el resultat va ser una bella mansió, de la qual sobreviuen en l'actualitat algunes parts: la gran torre al centre de la façana est, amb el seu arc central que temps enrere donava accés al pati (antic claustre) i tres pisos amb tribunes o finestres sobresortints. La torre és lleugerament una reminiscència de l'entrada de Hampton Court i actualment està flanquejada per dues ales de sales d'estil georgià, cada ala amb una torre d'estil italià i la barreja d'estil està tan ben encaixada que no sembla incongruent a la vista.

## Inigo Jones

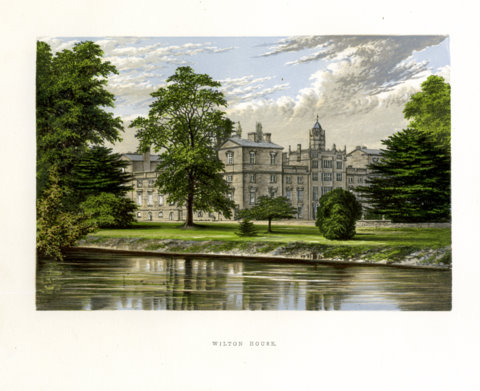
Dibuix de Wilton House

Vuitanta anys després, el quart comte va decidir l'any 1630, enderrocar la part sud de l'edifici i substituir-la per una de nova, obra que va encomanar a l'arquitecte Inigo Jones.
La nova façana era d'estil pal·ladià, que els contemporanis de Jones deien "estil italià", estava feta de pedra de la contrada i decorada amb arbusts enfiladissos plantats rítmicament al seu davant. Mentre que la part antiga tenia tres pisos d'igual importància entre ells, la part nova tenia una primera planta rústica comparada amb les plantes superiors, més nobles. A la part baixa hi ha tres porxos que fan de base per als balcons del pis superior. Al centre hi ha el que es diu una finestra veneciana, és a dir, un grup de finestres unides per un gran arc superior. El pis que va damunt de la planta baixa és gairebé un entresòl, amb finestres petites, que serveix per emfatitzar la noblesa del pis superior. En aquell moment aquest estil es va considerar molt innovador i, encara més per no incloure parts fortificades.
Al mateix temps Inigo Jones va rebre encàrrecs d'altres clients, entre ells la reina Enriqueta, per això probablement no va poder tenir una atenció directa sobre les obres de Wilton i va delegar en Isaac de Caus, famós pels dissenys de jardins que feia. S'ha trobat en un document de la biblioteca del Worcester College a Oxford que la façana havia de ser el doble del que és avui dia. El dibuix de Caus tenia un acabat més senzill, amb una teulada a dues aigües i res més; Jones va afegir una balustrada i pinacles decorant la teulada.
Poc després d'haver-se acabat aquesta obra, el 1647 va patir un incendi. Inigo Jones i el seu nebot John Webb es van fer càrrec de la restauració.

## Els set salons
Les mansions angleses acostumaven a tenir grans salons (state rooms) que només feien servir per impressionar quan tenien convidats. Wilton House en té set i, a l'estil manierista, cada saló té una decoració especial i un nom propi que el distingeix dels altres. El més famós de tots és el Double Cube Room.
Single Cube RoomAquest saló és un cub que té 9 m de llarg, ample i alçada. Les parets estan recobertes amb panells de fusta de pi pintada combinant el daurat i el blanc, que està treballada des del sòcol fins a la cornisa. La llar de foc és de marbre i el disseny és obra d'Inigo Jones. El sostre està decorat amb pintures de Giuseppe Cesari, que representen els personatges de la mitologia grega Dèdal i Ícar. Aquesta estança té penjats quadres de Peter Lely i de Anton Van Dyck. És l'únic de tots els salons que va quedar intacta en l'incendi del 1647.
Double Cube RoomÉs l saló més gran, el seu nom vol dir «doble cub» perquè fa el doble d'amplada i de fons que el saló abans esmentat. Va una ser creació conjunta de Jones i Webb, l'any 1653. Les parets són de pi pintat en blanc i decorat amb grans garlandes sobreposades que imiten fulles i fruits daurats. Els mobles combinen la fusta pintada en daurat i roba de vellut roja. Hi ha uns quadres de Van Dyck que són retrats de la família de Carles I d'Anglaterra i del comte de Pembroke contemporani a aquest rei. Entre les finestres hi ha espills dissenyats per Thomas Chippendale i tauletes de paret, creació de William Kent. El sostre, pintat per Thomas de Critz, representa la llegenda de Perseu. Hi ha algunes imperfeccions que fa que alguns autors pensin que aquest saló no va ser obra de Jones: el finestral venecià no cau al centre de la paret exterior i les finestres dels costats no es veuen simètriques, cosa que tampoc es veu en les dues llars de foc que hi ha a cada extrem del saló.
La Gran AntessalaAbans de les modificacions fetes a la casa el 1801 hi havia una gran caixa d'escala que anava des d'aquest saló fins al pati de sota, que era l'entrada a tots els salons. A l'interior de la Gran Antessala hi ha un retrat de la mare de Rembrandt.
El Saló de les ColumnesAntigament va ser un dormitori de luxe. Té quatre columnes daurades. Actualment està decorat amb mobles del segle xviii, del dissenyador William Kent. Està decorat amb quadres de Reynolds i el sostre està pintat amb imatges que imiten un jardí amb flors, micos, teranyines i gerros.
El Saló del RacóEn aquest saló destaca el sostre amb una pintura de Luca Giordano que representa la conversió al cristianisme de sant Pau. Les parets estan entapissades amb roba de domàs roja i guarnides amb petits quadres, alguns de Rubens i d'Andrea del Sarto.
El Petit Saló DavanterTé una llar de foc de marbre blanc combinat amb negre. El sostre és una pintura afegida de Lorenzo Sabbatini (1530–1577) i, per tant, anterior a aquesta part de la casa; a les parets hi ha quadres de Van Dyck i Teniers.
El Saló de CaçaÉs un saló quadrat, les parets tenen motllures pintades en blanc i daurat. El nom li ve de les pintures que el decoren, que representen escenes de cacera, obra d'Edward Pierce, fetes vers l'any 1653, les quals no estan emmarcades sinó que estan integrades a les parets.
El 1705 després d'un incendi el 8è comte va fer reconstruir les parts més antigues i es van afegir marbres d'Arundel.

## James Wyatt
Al segle xix l'11è comte va demanar a James Wyatt que modernitzés a casa i adeqüés espai per ficar la col·lecció d'escultures familiar. Aquest arquitecte sempre feia servir l'estil neoclàssic excepte en aquest cas que va construir en estil gòtic per algun motiu que només coneixen ell i el comte. La seva obra ha estat molt criticada, principalment el fet que traslladés el Holbein Porch, reduint-lo a l'entrada d'un hivernacle.També va eliminar el gran saló de la secció Tudor, la capella i l'escala de Caus, que va fer de nou en estil Camelot. La torre Tudor va escapar a les mutilacions però li va afegir dues estàtues que imiten l'estil medieval al nivell del primer pis de la torre. Se l'ha lloat, en canvi, que aprofités l'espai de l'antic claustre per fer uns necessaris passadissos que enllacessin les diverses estances de la casa.
Wyatt va morir abans que s'acabessin les obres i la continuació la va fer el seu nebot Jeffry Wyatville.

## Sales secundàries

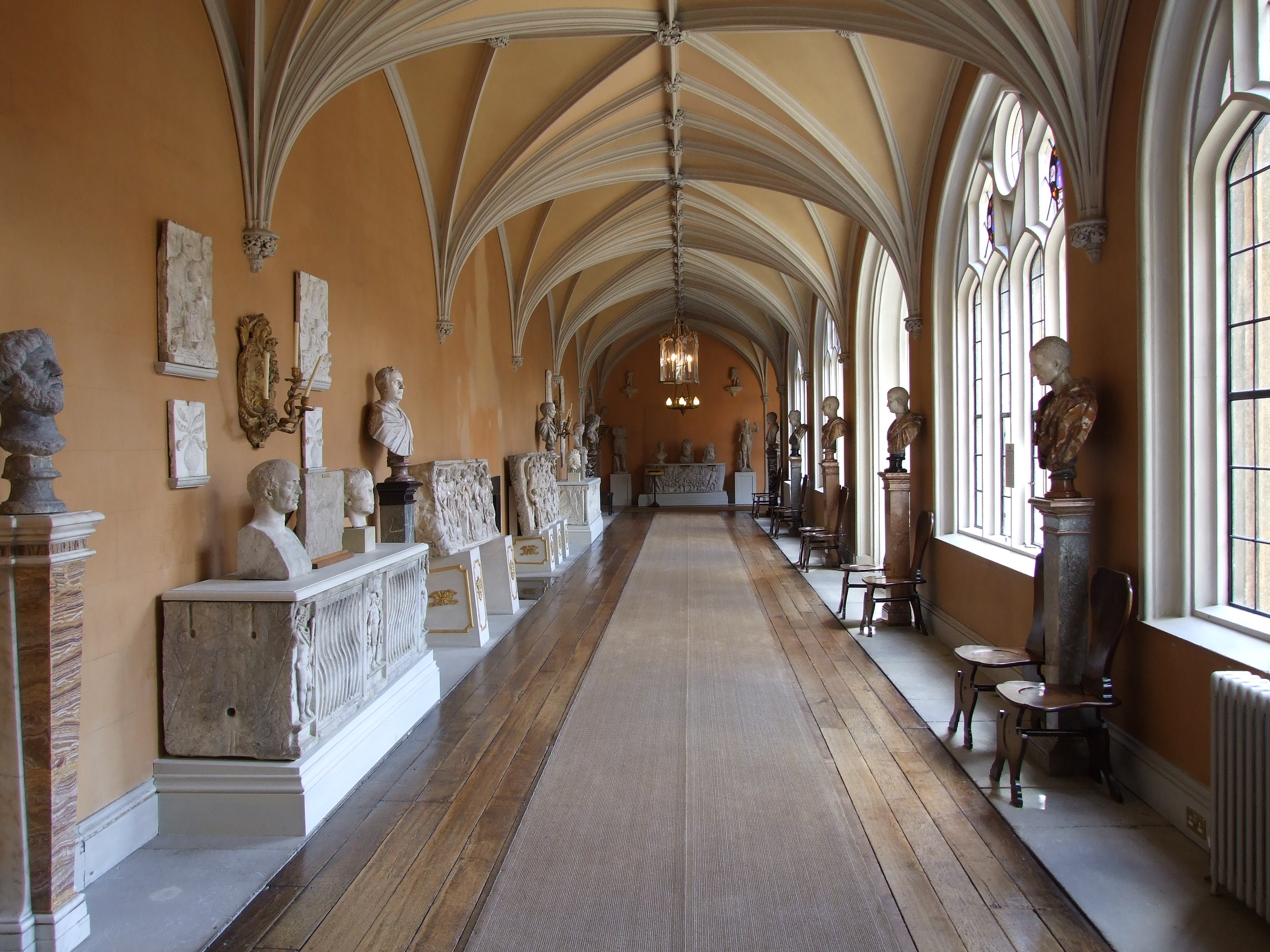
Els passadissos anomenats "claustres superiors", imiten l'arquitectura gòtica.

Aquesta mansió té diverses sales menors dignes de ser esmentades:
El saló frontalRedissenyada per Wyatt, l'habitació està decorada amb estàtues, la més important una obra de William Kent que representa a William Shakespeare.
Els claustres superiorsConté escultures neoclàssiques i curiositats com ara un floc de cabells de la reina Isabel I o un cartipàs de Napoleó Bonaparte.
L'escalaRedissenyada per Wyatt, té penjats al voltant seu els retrats familiars dels propietaris obra de Pter Lely.
Les sales de fumadorsSón dues sales atribuïdes a Jones, la més gran de les dues conté cinquanta-cinc pintures al guaix. Els mobles —prestatgeria i taula de despatx— són disseny de Thomas Chippendale.
La bibliotecaTé una extensió de 20 yardes (18,28 m) per col·locar llibres i les vistes són vers el Holbein Porch.
La sala de l'esmorzarTé el sostre més baix que la resta de sales, el terra és rústic. La funció com a sala per prendre l'esmorzar és relativament recent, ja que fins al segle xviii aquí estava l'única banyera de tota la casa i era, doncs, una habitació per a la higiene personal. La banyera era una mena de petita piscina d'aigua calenta d'estil pompeià, decorada amb columnes corínties. La comtessa russa de Pembroke va preferir donar-li un estil xinès amb bambús pintats a les parets.

## Els jardins

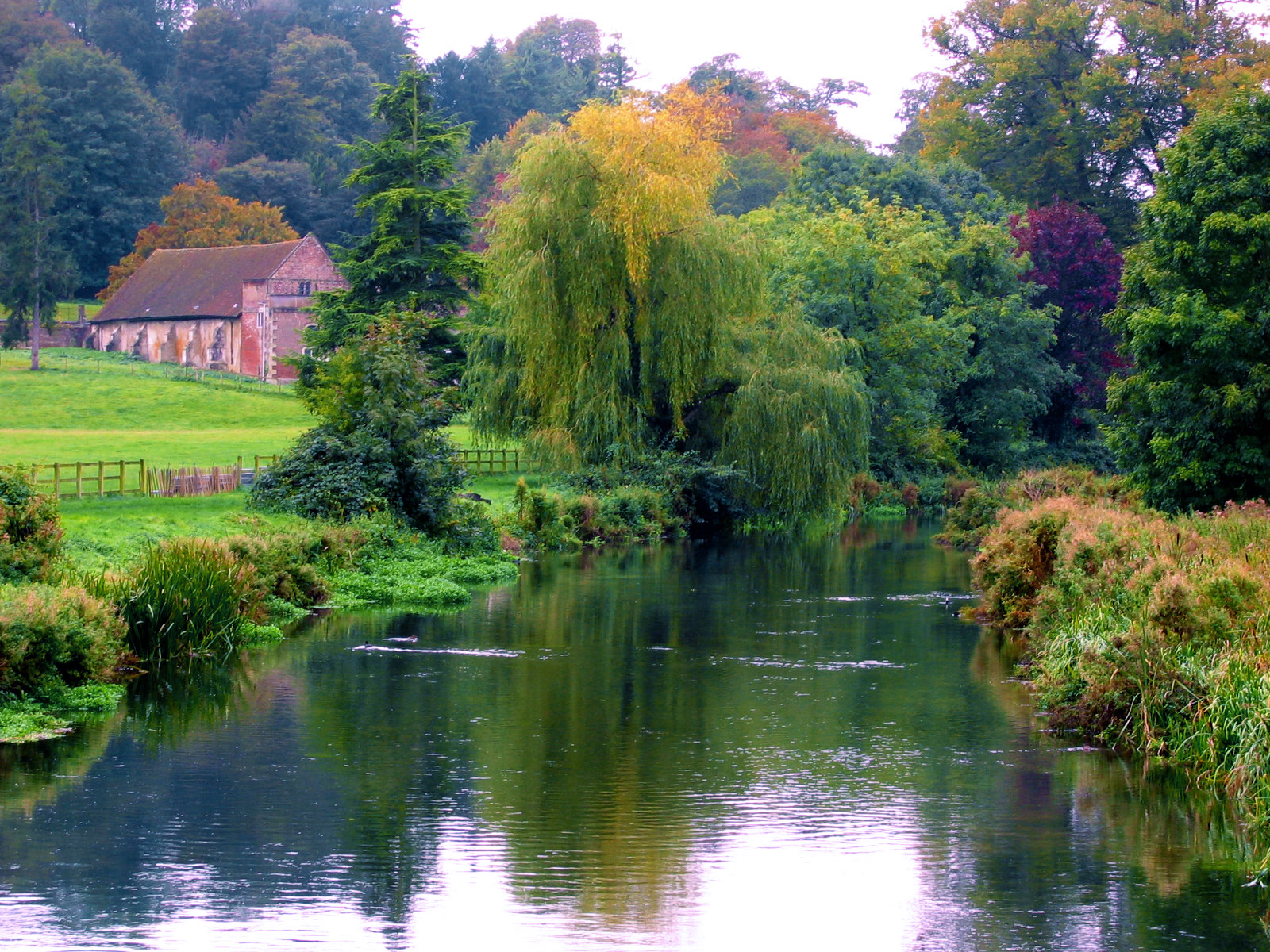
Un racó dels jardins

Els jardins són de gran bellesa i tenen tanta fama com la casa. El 1632 Isaac de Caus va dissenyar uns parterres d'estil francès, els primers d'aquest estil a Anglaterra. Hi ha una gruta artificial i diverses fonts. L'arquitecte Roger Morris va dissenyar un pont ornamental sobre el riu Nadder que passa per la finca; va agradar tant que altres projectistes en fan fer còpies, una d'aquestes encomanada per Caterina la Gran de Rússia. Al jardí hi ha una zona de jocs amb gronxadors i barques. El parc és tan gran que inclou el lloc on antigament va haver un asil per a leprosos, el Hospital of St Giles.

## En l'actualitat
En l'actualitat la mansió encara està habitada, però els comtes només ocupen un terç i la resta més els jardins es poden visitar, una decisió que es va prendre el 1950. El 2006, William Herbert, 18è comte de Pembroke, va dir a la revista The New York Times Magazine, que la propietat funciona amb uns 140 empleats. A més dels jardins la propietat té 14.000 acres, que estan dividits en 14 granges, una de les quals s'explota per a benefici del propietari mentre que les altres estan llogades.
En diverses ocasions la propietat s'ha llogat per la filmació de pel·lícules:Barry Lyndon (1975), The Bounty (1984), Blackadder II episodi "Bells" (1986), La follia del rei George (1994), Mrs. Brown (1997),